# Истон, Дэвид
Де́йвид И́стон (англ. David Easton; 24 июня 1917, Торонто — 19 июля 2014) — американский политолог.

## Биография
Родился в 1917 году в Канаде (в то время бывшей частью Британской Империи). В 1939 году получил бакалавра гуманитарных наук в Торонтском университете. В 1943 году получил магистра гуманитарных наук, а в 1947 году доктора философии в Гарвардском университете. В этом же году начал свою карьеру в Чикагском университете в качестве ассистента на кафедре политической науки.
В 1943—1947 годах был аспирантом-преподавателем и в Гарвардском университете.
С 1981 года — профессор Калифорнийского университета в Ирвайне.
В 1968—1969 годах — президент Американской ассоциации политических наук.
В 1970 году получил доктора права (Legum Doctor, LL.D) в Университете Макмастера. В 1972 году посещал Колледж Каламазу.
В 1984 году был избран на пост вице-президента Американской академии наук и искусств и пробыл в этой должности до 1990 года.
Был женат на Сильвии Изобель Виктории Джонстоун, от которой имел сына.

## Научная деятельность
Истон разработал собственный подход использования методов и категорий системного анализа к исследованию развития политических систем, выявление истоков их стабильности и выяснение тех механизмов, с помощью которых происходит взаимодействие политических систем с другими типами систем. В его представлении любая политическая система есть «совокупность взаимодействий, посредством которых в обществе авторитетно распределяются ценности». Под последними Истон понимает богатство, полномочия и социальный статус. Кроме того с помощью взаимодействий обеспечивается признание этих ценностей всеми членами общества. С другой стороны политические системы выступают для Истона как некие «системы поведения», являющиеся составной частью которых — подсистемой — значительно более крупных общественных систем. Истон полагал, что политическая система является открытой и всё время находится под «возмущающим воздействием» интра- и экстрасоциетальной «окружающей среды», под которой могут пониматься (внешние по отношению к отдельно взятому обществу системы) культура, «поток событий», социальная структура и экономика. Политическая система отвечая на внешние воздействия постепенно приспосабливается в новым условиям окружающей среды и тут же пробует подчинить их себе («оптимизировать»). Взаимодействия же политической системы и всего то, что её окружает Истон называет «обмены» и «трансакции», которые в свою очередь выливаются в качестве отношений «вход — выход». К первым он относит требования и поддержку, а ко вторым — решения и действия. Затем в промежутке между «входами» и «выходами» возникает «контур обратной связи», переносящий информацию о действенности «выходов». Последнее обладает исключительно важным значением как для центров власти в политической системе, так и для сохранения и укрепления устойчивости целиком всей системы. Осмысление политической обстановки с опорой на разработанный Истоном подход помогает в исследованиях политических процессов, понимая их как «непрерывный поток поведения», что позволяет произвести аналитические реконструкции конкретной политии и прогнозирования, включая компьютерное моделирование, последствий принимаемых властью тех или иных решений. Подходы и методы, которые предложил Истон получили самое широкое использование в сфере сравнительного исследования политических систем.

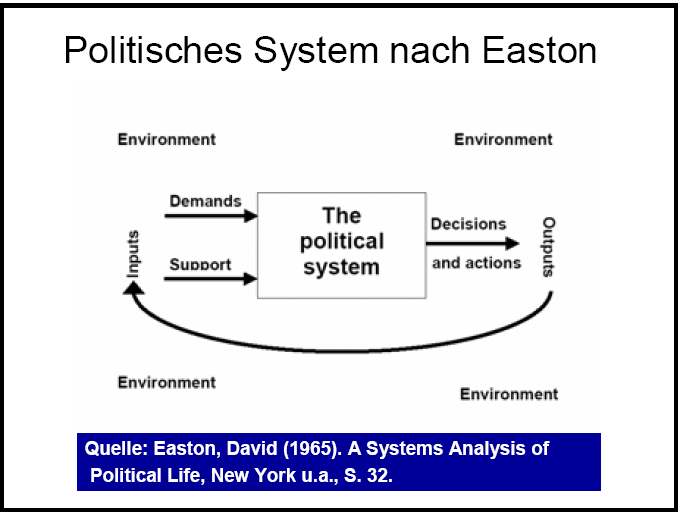
Easton, David (1965). A Systems Analysis of Political Life, New York, S.32.

## Научные труды
- 1951, The Decline of Modern Political Theory, in Journal of Politics 13.
- 1953, The Political System. An Inquiry into the State of Political Science, New York: Knopf.
- 1957, An Approach to the Analysis of Political Systems, in World Politics 9.
- 1965, A Framework for Political Analysis, Englewood Cliffs: Prentice-Hall.
- 1965, A Systems Analysis of Political Life, New York: Wiley.
- 1966, Varieties of Political Theory, (Ed.), Englewood Cliffs.
- 1969, Children in the Political System — Origins of Political Legitimacy, (with Jack Dennis), McGraw-Hill.
- 1990, The Analysis of Political Structure, New York: Routledge.
- 1991, Divided Knowledge: Across Disciplines, Across Cultures, (Ed. with C. Schelling).
- 1991, The Development of Political Science: A Comparative Survey, (Ed. with J. Gunnell, and L. Graziano), New York: Routledge.
- 1995, Regime and Discipline: Democracy and the Development of Political Science, (Ed. with J. Gunnell and M. Stein).

### На русском языке
- Истон Д. Новая революция в политической науке. — 1969. — С. 1—11.
  - Истон Д. Новая революция в политической науке // Социально-политический журнал : журнал. — 1993. — № 8. — С. 115—128.
- Истон Д. Политическая наука в Соединённых Штатах: прошлое и настоящее // Discipline and History: Political Science in the United States / by James Farr (Editor), Raymond Seidelman (Editor). — Ann Arbor: University of Michigan Press, 1993. — С. 291—309. — ISBN 978-0472065127.
- Истон Д. Категории системного анализа политики // Антология мировой политической мысли / отв. ред. Т. А. Алексеева. — М.: Мысль, 1997. — Т. II. — С. 630-642.
- Истон Д., Деннис Д. Дети в политической системе: основа политической законности // Вестник Московского университета. Серия 18: Социология и политология : журнал. — 2001. — № 3. — С. 76—97.
- Истон Д. Упадок современной политической теории // Политическая теория в XX веке: сборник статей / под ред. А. Павлова. — М.: Издательский дом «Территория будущего», 2008. — С. 195—218. — ISBN 5-91129-022-7.
- Истон Д. Подход к анализу политических систем // Вестник Московского университета. Серия 12: Политические науки : журнал. — 2015. — № 5. — С. 17—37. — ISSN 0868-4871.